# Massimo Giunti
Massimo Giunti (Pesaro, 29 de julio de 1974) es un ciclista italiano. Fue profesional desde 1998 a 2010. El 23 de febrero de 2010 dio positivo por EPO en un control realizado fuera de competición y fue suspendido por dos años.

## Palmarés
2005
- 3.º en el Campeonato de Italia en Ruta

## Resultados en Grandes Vueltas
| Carrera | Carrera         | 1998 | 1999 | 2000 | 2001 | 2002 | 2003 | 2004 | 2005 | 2006 | 2007 | 2008 | 2009 |
| ------- | --------------- | ---- | ---- | ---- | ---- | ---- | ---- | ---- | ---- | ---- | ---- | ---- | ---- |
|         | Giro de Italia  | —    | —    | 63.º | —    | —    | —    | —    | —    | —    | —    | —    | —    |
|         | Tour de Francia | —    | 95.º | —    | —    | —    | —    | Ab.  | 80.º | —    | —    | —    | —    |
|         | Vuelta a España | Ab.  | —    | —    | 60.º | —    | —    | —    | —    | —    | —    | —    | —    |

—: no participa

Ab.: abandono